# Reprezentacja Słowacji w piłce siatkowej kobiet
Reprezentacja Słowacji w piłce siatkowej kobiet – narodowa reprezentacja tego kraju.

## Udział i miejsca w imprezach

### Mistrzostwa Europy
| Rok  | Kraj                             | Miejsce      |
| ---- | -------------------------------- | ------------ |
| 1993 | Czechy                           | brak udziału |
| 1995 | Holandia                         | brak udziału |
| 1997 | Czechy                           | brak udziału |
| 1999 | Włochy                           | brak udziału |
| 2001 | Bułgaria                         | brak udziału |
| 2003 | Turcja                           | 12. miejsce  |
| 2005 | Chorwacja                        | brak udziału |
| 2007 | Belgia/ Luksemburg               | 13. miejsce  |
| 2009 | Polska                           | 13. miejsce  |
| 2011 | Serbia/ Włochy                   | brak udziału |
| 2013 | Niemcy/ Szwajcaria               | brak udziału |
| 2015 | Holandia/ Belgia                 | brak udziału |
| 2017 | Gruzja/ Azerbejdżan              | brak udziału |
| 2019 | Węgry/ Polska · Słowacja/ Turcja | 12. miejsce  |